# عبيد الله بن يحيى بن يحيى
أبو مروان عبيد الله بن يحيى بن يحيى بن كثير بن وسلاس الليثي  فقيه وإمام مالكي أندلسي، عالم قرطبي، ومسند قرطبة.
روى عن: والده الإمام يحيى بن يحيى كتاب الموطأ للإمام مالك بن أنس وتفقه به، وارتحل للحج والتجارة، فسمع من: أبي هشام الرفاعي، ومحمد بن عبد الله بن البرقي، وطائفة. طال عمره، وتنافسوا في الأخذ عنه، وكان كبير القدر، وافر الجلالة.
قال ابن الفرضي: «روى عن أبيه علمه، ولم يسمع ببلده من غير أبيه، وكان كريما عاقلا، عظيم الجاه والمال، مقدما في الشورى، منفردا برئاسة البلد، غير مدافع، روى عنه أحمد بن خالد، ومحمد بن أيمن وأحمد بن مطرف، وأحمد بن سعيد بن حزم الصدفي، وابن أخيه يحيى بن عبد الله بن يحيى الليثي ... وكان آخر من حدث عنه شيخنا أبو عيسى يحيى يعني ابن أخيه توفي في عاشر رمضان، سنة ثمان وتسعين ومائتين وصلى عليه ولده يحيى، وكانت جنازته مشهودة». قال ابن بشكوال في بعض كتبه: «كان متمولا، سمحا، جوادا، كثير الصدقات والإحسان، كامل المروءة، رأى مرة شيخا حطابا ضعيفا، فوهبه مائة دينار. ولقد قيل إنه شوهد يوم موته البواكي عليه من كل ضرب، حتى اليهود والنصارى، وما شوهد قط مثل جنازته، ولا سمع بالأندلس بمثلها رحمه الله».

## وفاته
توفي ابن يحيى في 10 رمضان 298 هـ.